# Agonita semibrunnea
Agonita semibrunnea es un coleóptero de la familia Chrysomelidae.
Fue descrita científicamente por primera vez en 1940 por Maurice Pic.